# Oskar Pasch
Oskar Pasch (Frankfurt de l'Oder, 1844 - 1922), fou un compositor alemany.
Estudià en l'acadèmia de Composició i en l'Institut de Música religiosa de Berlín, i el 1874 aconseguí el premi Meyerbeer per la composició d'un salm per a solo, cor i orquestra. El 1884 fou nomenat director reial de la música, i després organista i mestre de cant de les escoles de Berlín.
Va compondre una simfonia, motets, salms, oratoris i gran nombre d'operetes.